# Zborov (Šumperki járás)
Zborov település Csehországban, Šumperki járásban. Zborov Olšany, Horní Studénky, Vyšehoří, Postřelmůvek és Svébohov településekkel határos. Lakosainak száma 263 fő (2024. január 1.).

## Népesség
A település lakosságának változását az alábbi diagram mutatja:
| Lakosok száma | 457  | 389  | 417  | 278  | 246  | 211  | 222  | 221  | 225  | 263  |
|               | 1869 | 1890 | 1921 | 1950 | 1980 | 2001 | 2017 | 2019 | 2022 | 2024 |